# 物书堂
株式会社物书堂（英文公司名称： MONOKAKIDO Co. Ltd. ）是一家日本公司，其主要业务是针对MacOS / iOS的软件策划、开发和销售。总部位于日本东京都江东区。

物书堂的主营业务有MacOS的输入法、MacOS的文字处理软件，以及MacOS、iOS等平台的辞典软件三类。其中苹果操作系统的辞典业务是物书堂的招牌内容。物书堂也因此占据了数字辞典业务的一定市场占有率。著名的《三省堂国语辞典》、《新明解国语辞典》、《日本国语大辞典》等都由物书堂代理发行电子版。

## 相关项目
- 输入法
- 电子词典